# Police Bells and Church Sirens

Police Bells and Church Sirens est une chanson du groupe de rock danois Nephew parue en 2009 sur l'album Danmark Denmark. La chanson est sortie en single le 7 décembre 2009. Le single a été vendu sur iTunes Store, au Danemark, en Allemagne, en Suède, en Norvège, en Finlande, aux Pays-Bas et au Royaume-Uni. Le single contient une face-B Jesus Jesus, d'un genre très électronica. L'EP, sorti le 5 mars 2010 sur iTunes Store, au Danemark et en Suède, comporte deux mixs de plus.
La chanson est aujourd'hui l'une des chansons les plus connues de Nephew. Elle est restée 11 semaines dans le top 10 des charts danois. Le single a été n°1 au Danemark et en Suède. La chanson a reçu le prix de la meilleure chanson 2009 aux Zulu Awards, une des deux cérémonies musicales danoises les plus prestigieuses. La vidéo de la prestation qui a suivi la remise du prix est disponible sur YouTube.

## Composition
La chanson est très fortement inspirée de celles de Depeche Mode, d'une part de la ressemblance du traitement de la voix, et d'autre part de l'utilisation des claviers. On entend en effet tout le long de la chanson des claviers électroniques jouant le même thème qui, à la première écoute peut être confondu avec Route 66 de Depeche Mode. La chanson est chantée dans le mélange, caractéristique de Nephew, d'anglais et de danois. La pochette du single et du maxi représente de façon stylisée des sirènes de police sous fond rouge gris et noir, fond repris sur les autres singles de l'album d'où la chanson est tirée. La chanson est parfois jouée en live avec la chanteuse féroïenne Eivør Pálsdóttir.

## Liste des titres
- EP numérique iTunes

1. Police Bells & Church Sirens (Radio Edit)
2. Police Bells & Church Sirens (Dainty Doll's Trend Mix)
3. Police Bells & Church Sirens (Nephew's Nightlife Mix)
4. Jesus Jesus

- CD single

1. Police Bells & Church Sirens (Album Version)
2. Jesus Jesus